# 興津鯛
興津鯛（おきつだい）は、静岡県中部におけるアマダイ（甘鯛）の地方名。単に甘鯛のことを指す場合もあるが、特に一夜干しにしたものを興津鯛と呼ぶ（江戸時代には保存を効かせるために干物にしたため。また、干物にして東海道五十三次を運んだため）。
東海道五十三次興津宿の名物。興津の名産（清見潟の名物）。
当時から献立には、干興津（ほしおきつ）、興津鯛一夜干し（興津一夜干し）、興津鯛松笠焼き（興津松笠焼き）などと書かれていた。また甘鯛松笠焼きは、全国的に景勝地として知られた当時の興津の清見寺を中心とした海辺である、白砂青松の清見潟と名物の興津鯛を連想したことからとも言われる。
徳川家康がこれを食べ、調理した（あるいは献上した）奥女中の「興津の局」（おきつのつぼね）の名を取って興津鯛となったという。ただしストーリーにはいくつかバリエーションがあり、
- 徳川家康が興津を訪ねたときに食べたのでこの名がついた。幼少期、竹千代君の時代に興津にある清見寺（巨鼇山 求王院 清見興国禅寺）にて太原雪斎の元で清和源氏流の武家として足利将軍家に継ぐ名門であり東海の覇者であった当時の今川氏の人質時代を過ごした徳川家康（松平竹千代）が（人質とはいえ、当時は景勝地にある寺であり、覇者が制圧する砦として東海道に面す清見関に作られた寺でもあり、そのために好待遇されていた）天下人になった時に当時を懐かしみ所望した甘鯛のこと。
- 家康が食べたのは江戸城で、そこに興津という名の女中がいた。興津正忠（入江氏）などの興津氏があったため、興津出身の奥女中説もある。
- 広瀬又右衛門という人が甘鯛の干物を作り、興津河内守より徳川家康に献上したところたいへん喜ばれ、「興津鯛」の名を得た。
- 徳川家康が、最後にどうしても興津、清見寺（巨鼇山 求王院 清見興国禅寺）で手習いをした、あの時の「鯛」が死ぬ前にどうしても食べたいと言って最後を迎えた当時の「鯛の天ぷら」が興津鯛だったとも。現代では、徳川家康の死因は胃癌であり、食べ物に制限されていたとも言われるが、甘鯛は京都では焼くとぐじぐじと脂が乗って美味であることからぐじと言う説もあるが、興津鯛の調理法としては鱗を松笠のように立たせるために油にくぐらせてから焼くため、焼き物ではあるが、その点では揚げ物として「天ぷら」と文献に書いたのではないかとも。どちらにしても当時は特に贅沢品である。
- そもそも家康は関係なく、駿河湾で美味しい甘鯛が取れたので名産となった。

など諸説があり定かではない。しかし『馬琴道中記』に
このあたりもみじめずらし興津鯛
の句が残っていることなどから、江戸期にはすでに定着した名称であったことが窺える。
アジの干物などでは二枚に開いて半身に中骨を残すが、興津鯛は中骨を取り去ることが特徴的である。さっと炙って食べる。
鉄道唱歌にも興津の名産として歌われている。